# 에어버스 A330

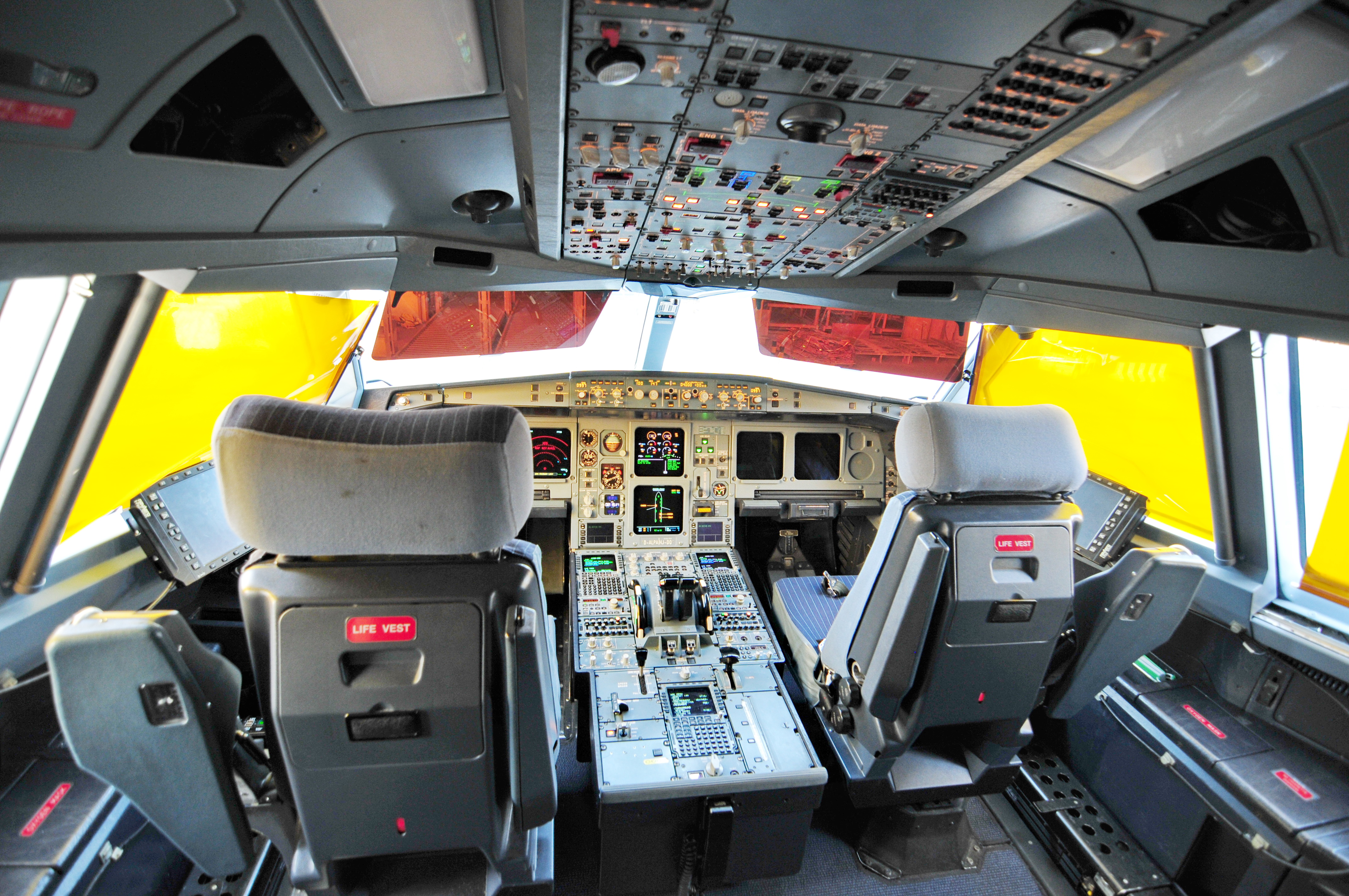
에어버스 A330-200 (에어 베를린)

에어버스 A330(영어: Airbus A330)은 에어버스가 보잉 767에 대항하고자 개발한 중형 쌍발 광동체기로, 1987년에 A340과 같이 개발을 시작했다. 에어버스 전통으로 A300의 동체를 개량했으며, 플라이 바이 와이어 시스템을 채택하여 안전성을 높혔다. 이 기종은 항속거리와 연비가 뛰어나 현재 대한항공, 델타 항공, 아시아나항공, 에어 프랑스를 비롯한 많은 항공사에서 다수 운용한다. 1994년에 에어 인터가 최초로 상업 비행을 한 후, 1998년에 동체 단축형인 A330-200을 개발하였다.
화물기 버전인 A330-200F도 개발하였고, A300의 단종 후에는 에어버스에서 유일하게 화물기 사양이 나오는 기종이다. 군에서 이를 바탕으로 한 공중 급유기인 에어버스 A330 MRTT를 도입하여 운용 중이다. A330은 최대이륙중량 230톤의 비행기로, 미국의 전략폭격기 B-52(220톤, 1952년)과 비슷한 크기다. 에어버스 A300(170톤, 1972년)의 성공으로 보잉은 보잉 767(200톤, 1981년)을 개발했다. 이에 대응하고자 에어버스는 A330(230톤, 1992년)을 제작했으며, 보잉 역시 이에 대응해  보잉 767보다 20% 연료 소모를 줄인 보잉 787(254톤, 2009년)을 개발했다. 에어버스 A330은 보잉-에어버스의 양자대결 구조의 시작이었다. 이후 에어버스는 A350을 개발했고, 기존 A330을 롤스로이스 트렌트 7000 엔진으로 교체한 A330neo로 개량했다.
엔진은 롤스로이스, GE, P&W의 다양한 엔진 유닛 중에서 A330 MRTT와 A330neo는 롤스로이스의 엔진만 이용한다. 대한민국 국적사들이 운용 중인 A330들에는(티웨이항공의 A330-300만 제외) 전량 P&W의 엔진을 달았다.

## 파생형

### A330-200
A330-200은 기존의 동체 크기를 줄이고 항속거리를 늘린 파생형이다. 최초 발주 운용 항공사는 대한항공으로 1998년에 인도되었다. 기존 A330-300 동체에서 약 5m 축소한 59m 전장과 항속거리 13,400km로 태평양 횡단이 가능하다. 2008년, 에어버스는 최대탑재중량을 5톤 증대한 개량형인 A330-200/HGW 버전을 개발한다고 발표하였다. HGW(High Gross Weight)는 보잉의 보잉 787 드림라이너을 견제한다고 밝혔다. A330-200HGW 기종 또한 대한항공이 최초 발주 항공사이며, 이전에 대한항공이 주문한 보잉 787 드림라이너 인도가 늦어져 에어버스에 주문했다. 2009년 2월 27일, 대한항공이 6대를 주문하였고 2010년에 도입을 시작하였다.

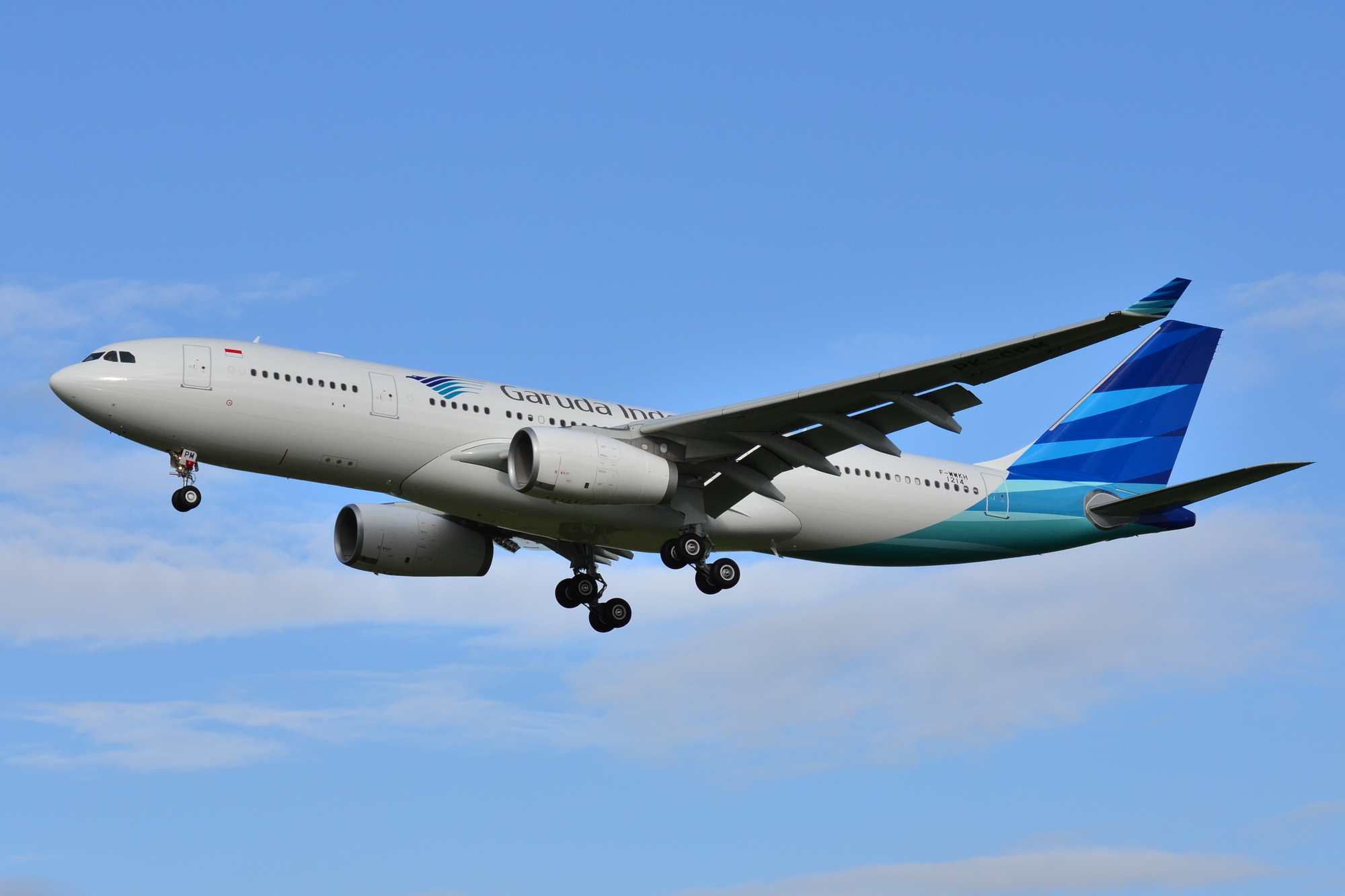
가루다 인도네시아 항공의 에어버스 A330-200

### A330-200F
A330-200F는 A330-200 여객기를 기반으로 제작한 화물기로, 65~70톤의 화물을 적재하고 5,900~7,400km를 운항한다. 기존 -200 여객기와 다른 점은 본 항공기는 전방동체 착륙장치에 추가 수납공간을 마련하여 분류하게 하였다. 그래서 앞쪽 랜딩기어 수납부가 돌출했다. A330-200F는 보잉의 보잉 767-300F와 보잉 777F의 중간형으로, 현재 36대의 수주를 받아 주로 카타르 항공 카고, 터키항공 등에서 운용 중이다.
2007년에 A300을 단종한 후 에어버스에서 유일하게 생산한 화물기지만, 수주 실적이 부진하다. 에어버스는 A350의 화물기 버전을 개발한다고 발표했다.

### 에어버스 벨루가 XL
에어버스의 부품수송용으로 개발 중이다.

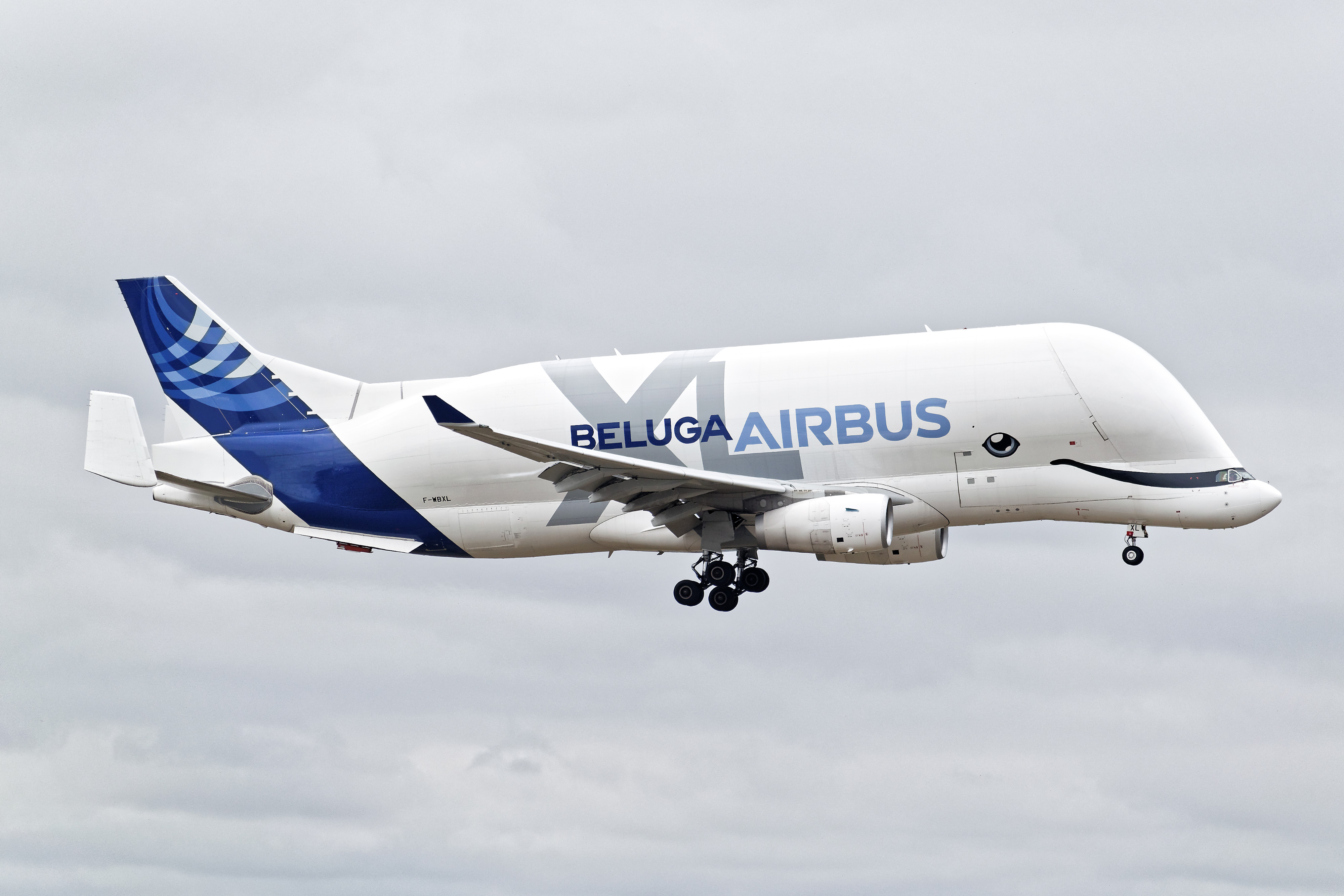
에어버스 벨루가 XL

### A330-200/P2F
2012년 싱가포르 에어쇼에서 에어버스 A330 항공기를 화물기로 개조한 에어버스 A330P2F 모델의 제작 프로그램을 발표하였다. 기존의 에어버스 A330-200F와는 달리 61톤의 화물을 적재하고 7,870Km를 운항해 성능면에서는 약간 뒤쳐지나 기존 에어버스 A300 화물기를 충분히 대체가능해 주요 항공사에서 시장성이 있다. 최초 운항하는 항공사는 이집트 항공 카고로 총 3대를 개조하여 운용 중이다.

### A330-300
A330-300은 A330의 기본형으로, 295~400석 구조이고 10,500km를 순항게 설계하여 보잉 747기를 대체하도록 제작했다. 본 기종은 1994년 1월 16일에 최초로 인도했다. 보잉 777과 맥도널 더글러스 MD-11의 경쟁 기종으로, 대부분의 유럽 국가에서 운용 중이다. 2020년 초 에어링구스에 인도를 끝으로, 생산을 중지했다.

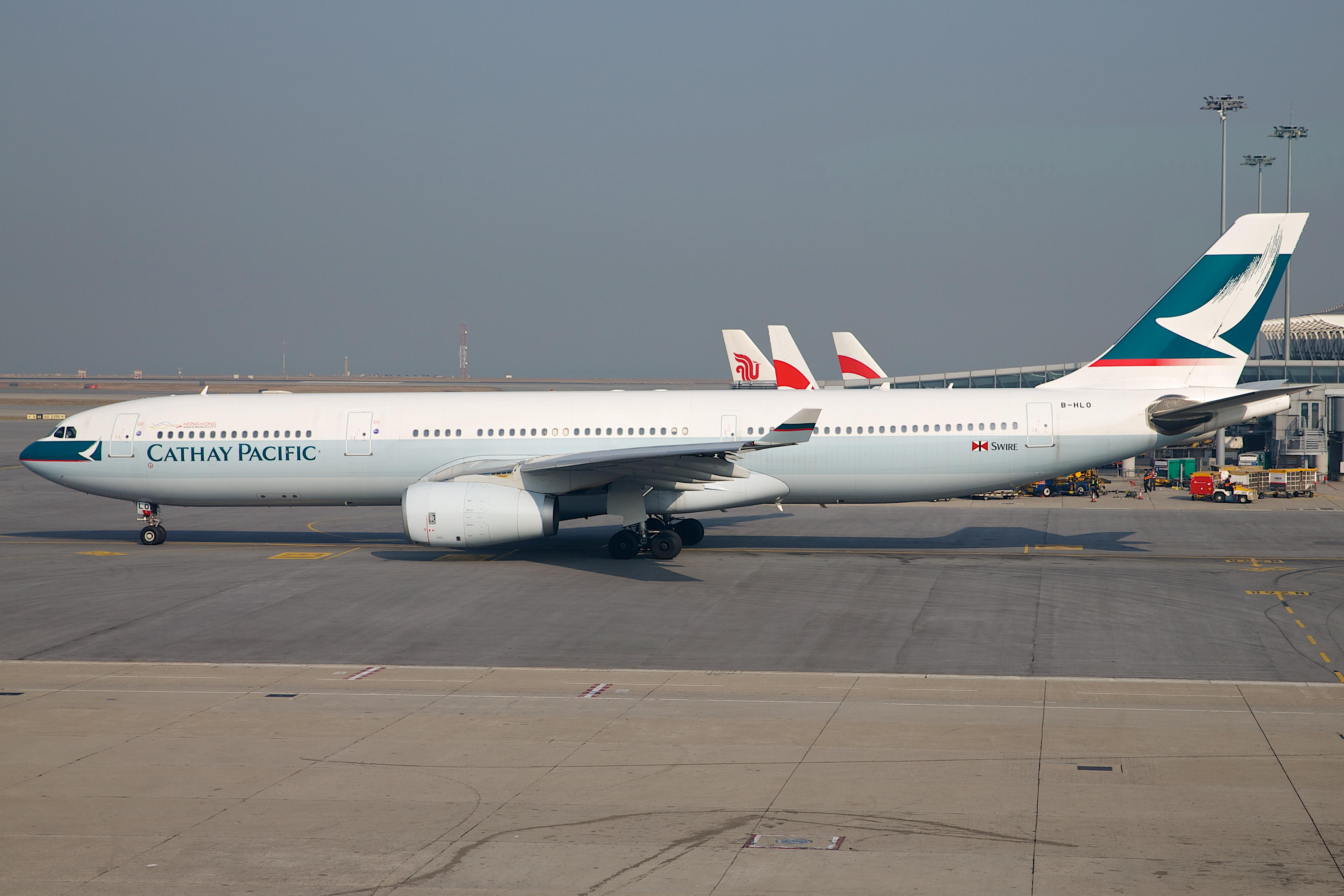
캐세이퍼시픽 항공의 에어버스 A330-300

### A330-300/P2F
A330-300 여객기를 화물기로 개조한 모델로 현재 에어홍콩만 이 기종을 발주, 운용하고 있다.

### A330-300HGW
본 기종은 A330-300기의 최대탑재중량을 7톤 늘린 것으로 뒤의 HGW는 High Gross Weight를 지칭한다. 최대탑재중량이 240톤으로 A330-200과 맞먹어 항속거리가 11,000km로 태평양 횡단이 가능하다. 본 기종은 2012년 영국 판보로 에어쇼에서 최초로 시연하였고, 델타 항공이 최초로 주문하여 2015년 도입을 시작하였다.

### ACJ330
기존 A330-200 항공기에 기반을 두고 제작된 비지니스 전용 항공기로, 보잉 777-200LR을 기반으로 제작한 보잉 777/BBJ와 경쟁 기종이다.

## 보유 항공사

### 여객 항공사
| - KLM - TAP 포르투갈 - 가루다 인도네시아 항공 - 걸프 에어 - 대한항공 - 델타 항공 - 라이온 에어 - 루프트한자 - 르완다 항공 - 리비아 항공 - 말레이시아 항공 - 버진 애틀랜틱 항공 - 베이징 캐피탈 항공 - 베트남 항공 - 브뤼셀 항공 - 사우디아 항공 | - 샤힌에어 국제항공 - 세부 퍼시픽 - 스리랑카 항공 - 스위스 국제항공 - 스칸디나비아 항공 - 쓰촨 항공 - 아르헨티나 항공 - 아리크 에어 - 아시아나항공 - 아비앙카 항공 - 아비앙카 브라질 - 아줄 브라질 항공 - 아에로플로트 - I-플라이 - 아프리키야 항공 - 알리탈리아 항공 - 에델바이스 에어 - 에바 항공 | - 에어 그린란드 - 에어 나미비아 - 에어 링구스 - 에어 모리셔스 - 에어 세르비아 - 에어 세이셸 - 에어아시아 X - 에어 알제리 - 에어 유로파 - 에어 카라이브 - 에어칼린 - 에어 캐나다 - 에어 트란셋 - 에어 프랑스 - 에티하드 항공 - 오만 항공 - 와모스 에어 | - 오누 에어 - 이라크 항공 - 이란 항공 - 이베리아 항공 - 이집트 항공 - 제트 에어웨이즈 - 중국국제항공 - 중국남방항공 - 중국동방항공 - 중동항공 - 중화항공 - 카타르 항공 - 캐세이퍼시픽 항공 - 코스에어 국제항공 - 콴타스 항공 - 쿠웨이트 항공 | - 터키항공 - 톈진 항공 - 튀니스에어 - 티웨이 항공 - 티베트 항공 - 파키스탄 국제항공 - 피지 항공 - 핀에어 - 필리핀 항공 - 하와이안 항공 - 하이난 항공 - 하이 플라이 - 홍콩 항공 |  |

### 화물 항공사
| - MAS 카고 - MNG 항공 - 아비앙카 카고 - 아비앙카 브라질 카고 - 카타르 항공 카고 - 터키항공 카고 - 홍콩 항공 카고 - 에어홍콩 - 에어버스 |

## 제원
| 항목                | A330-200                                               | A330-200F                                              | A330-300                                               |
| ------------------- | ------------------------------------------------------ | ------------------------------------------------------ | ------------------------------------------------------ |
| 조종사              | 2                                                      | 2                                                      | 2                                                      |
| 좌석 배치           | 293 (2-class) 253 (3-class)                            | 70t cargo                                              | 335 (2-class) 295 (3-class)                            |
| 길이                | 58.80m                                                 | 58.80m                                                 | 63.60m                                                 |
| 날개폭              | 60.3m                                                  | 60.3m                                                  | 60.3m                                                  |
| 날개 면적           | 361.6m2                                                | 361.6m2                                                | 361.6m2                                                |
| 후퇴각              | 30°                                                    | 30°                                                    | 30°                                                    |
| 높이                | 17.40m(건물6층높이)                                    | 16.90m(건물6층높이)                                    | 16.85m(건물6층높이)                                    |
| 동체 폭             | 5.28m                                                  | 5.28m                                                  | 5.28m                                                  |
| 체공 중량           | 119600kg                                               | 109000kg                                               | 124500kg                                               |
| 최대이륙중량 (MTOW) | 230,000kg (510,000파운드) to 238,000kg (520,000파운드) | 227,000kg (500,000파운드) to 233,000kg (510,000파운드) | 230,000kg (510,000파운드) to 233,000kg (510,000파운드) |
| 순항속도            | 마하 0.71 (871 km/h, 537 mph)                          | 마하 0.71 (871 km/h, 537 mph)                          | 마하 0.71 (871 km/h, 537 mph)                          |
| 최대속도            | 마하 0.75 (913 km/h, 563 mph)                          | 마하 0.75 (913 km/h, 563 mph)                          | 마하 0.75 (913 km/h, 563 mph)                          |
| 최대탑재 순항거리   | 7,250해리 (13,430 km)                                  | 4,000해리 (7,400 km)                                   | 5,850해리 (10,830 km)                                  |
| MTOW시 이륙거리     | 2,220m                                                 | n/a                                                    | 2,500m                                                 |
| 최대연료탑재량      | 139,090L                                               | 97,530L                                                | 97,530L                                                |
| 엔진 (×2)           | CF6-80E1 PW4000 RR Trent 700                           | PW4000 RR Trent 700                                    | CF6-80E1 PW4000 RR Trent 700                           |
| 엔진 추력 (×2)      | 303-320kN                                              | 303-316kN                                              | 303-320kN                                              |

출처 : A330/340 Family Information, AIRBUS.

## 사건 및 사고
- 에어프랑스 447편 여객기가 브라질의 리우데자네이루 갈레앙 국제공항을 출발하여 프랑스 파리 샤를 드 골 공항에 도착할 예정이었으나 항법신호를 보내지 않은 채 추락한 사고이다. 사고기에는 228명이 탑승하였고, 한국인도 1명 탑승하였다. 이 사고로 탑승객 전원 사망하였다. A330 상용운행 중 첫 번째 일어난 항공사고이다.

- 아프리키아 771편 여객기가 남아프리카 공화국의 요하네스버그 OR 탐보 국제공항을 출발하여 리비아 트리폴리 공항에 착륙하던 중 일어난 사고다. 본래 항공기는 런던 개트윅 공항으로 가던 중이였다. 이 사고로 네덜란드의 소년 1명을 제외한 모든 탑승객이 사망하였다.

## 같이 보기
- 에어버스 A330 MRTT
- 에어버스 A330neo